# 卡兰纳
卡兰纳（義大利語：Calanna），是意大利雷焦卡拉布里亚省的一个市镇。总面积10平方公里，人口1013人，人口密度101.3人/平方公里（2009年）。ISTAT代码为080016。